# Orphir (Orcades)
Orphir (du vieux norrois Jorfjara/Orfjara,,) est une paroisse de Mainland, une île des Orcades.

## Géographie

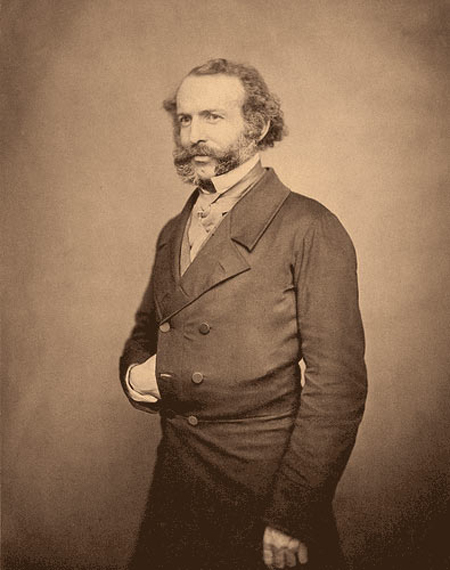
John Rae

Située à une quinzaine de kilomètres au sud de Kirkwall, Orphir recouvre un territoire maritime de 11 km par 5 km et comprend Cava et Holm of Houton. Si la côte comprend Houton Head, une falaise haute de 90 mètres, elle est ailleurs dépourvue de relief. L'intérieur des terres est un ensemble de vallées et de collines culminant à 213 mètres au-dessus du niveau de la mer, et composant d'agréables paysages.

## Sites majeurs
La résidence des anciens seigneurs de l'île est le Hall of Clestrain ; John Rae (1813-1893), un explorateur de l'Arctique canadien, y est né.
Les principaux sites archéologiques comprennent les ruines du palais du comte Paul, des vestiges d'églises antérieures à la Réforme écossaise, ainsi que plusieurs tumulus.